# Hilversum
Hilversum là một đô thị của Hà Lan. Hilversum thuộc tỉnh Noord-Holland ở nửa phía bắc Hà Lan. Nằm ở vùng gọi là "'t Gooi", nó là thị xã lớn nhất khu vực này. Thị xã được bao quanh bởi rừng, hồ. Hilversum thuộc vùng đô thị Randstad.
Hilversum có diện tích km2, dân số năm 2010 là người. Hilversum có cự ly khoảng 30 km về phía đông nam Amsterdam và 20 km về phía bắc Utrecht.